# 태국의 국기
태국의 국기는 따나꼬신 왕조의 라마 6세의 집권기인 1917년 10월 1일부터 사용되기 시작하였고, 태국어로는 삼색기라는 뜻의 통 뜨라이롱(태국어: ธงไตรรงค์)이라고 불린다.

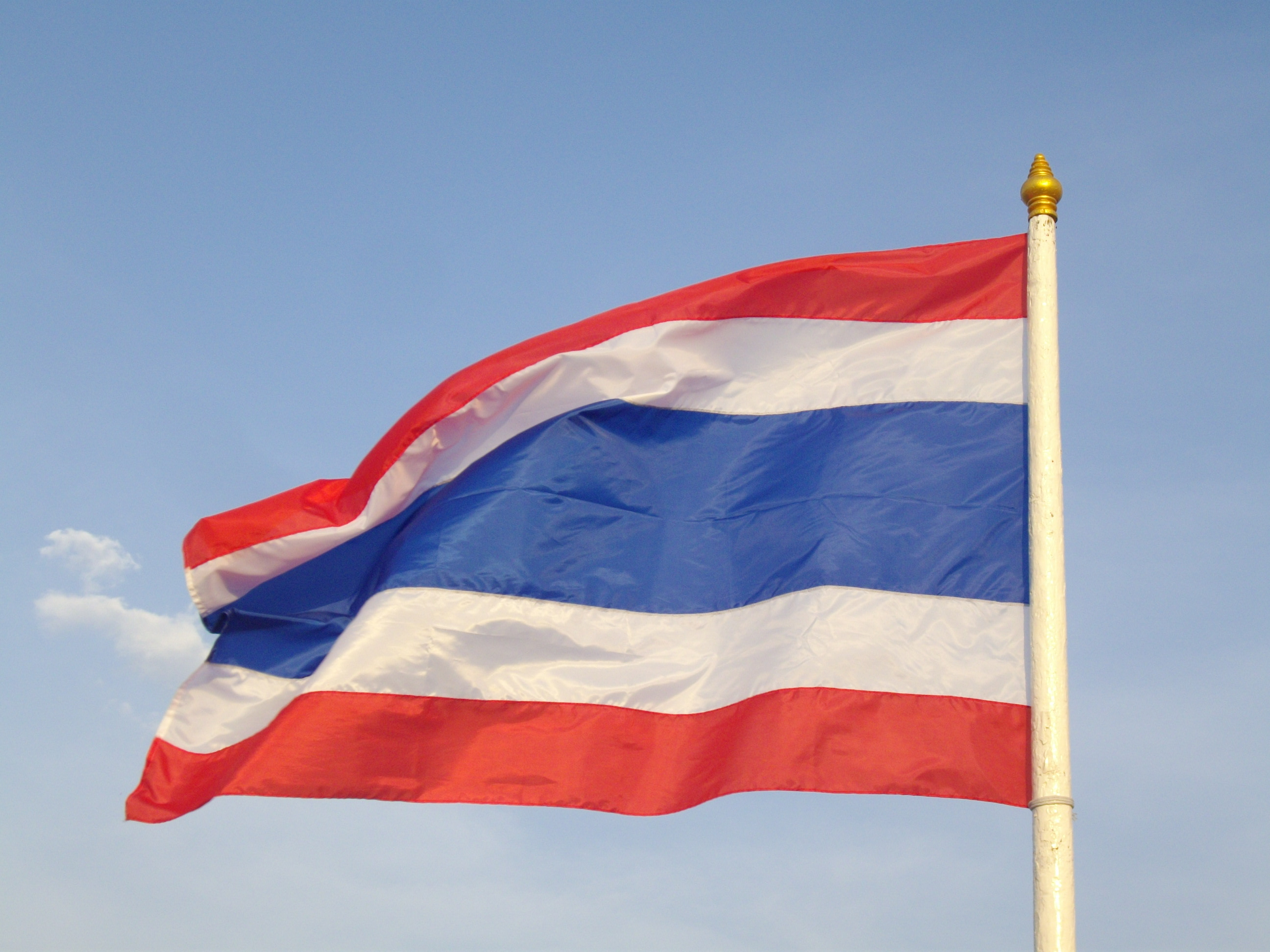
2009년 5월 8일 베삭데이 산암루앙에서 찍은 태국의 국기

그 전에는 붉은 바탕에 깃대를 보고 단위에 서있는 코끼리 모습의 국기를 사용하다가, 1911년 국기를 거꾸로 게양하는 사건이 발생해 1916년에는 붉은 바탕에 깃 폭의 1/6 비율 너비로 흰 줄을 양쪽에 넣은 모양을 사용하였고, 1년 후인 1917년에 남색, 흰색, 적색의 국기 모양으로 바꾼 것을 현재까지 사용하고 있다. 2017년 국기 색상이 약간 진하게 수정되었다. 특히 남색은 진보라색에 가깝게 변형되었다.

## 규격과 색상

태국의 국기 규격

태국의 국기 규격과 색상은 다음과 같다.
| 색상 | 빨강                | 하양                  | 남색               |
| ---- | ------------------- | --------------------- | ------------------ |
| RGB  | 165–25–49 (#A51931) | 244–245–248 (#F4F5F8) | 45–42–74 (#2D2A4A) |

## 상징
국기에서 중앙의 남색 부분은 국왕을 의미하고, 다음의 흰색은 불교를, 제일 바깥쪽의 붉은 색은 국민의 피를 나타낸다. 즉, 태국을 구성하고 있는 국왕, 불교, 국민을 표현하며 국민의 피로써 불교를 정신적 바탕으로 하여 국왕을 수호하고 있는 태국의 현실을 상징한다.

## 여러 가지 기

선상기
육군기
해군기
공군기
국왕기
왕비기
왕세자기

## 과거의 기

아유타야 왕조부터 톤부리 왕조까지 사용된 국기
1790년부터 1820년까지 사용된 국기
1820년부터 1855년까지 사용된 국기
1855년부터 1893년까지 사용된 국기
1893년부터 1916년까지 사용된 국기
1916년부터 1917년까지 사용된 국기

## 같이 보기
- 코스타리카의 국기
- 인도의 국기